# Struttura elettronica a bande
Nella fisica dello stato solido la struttura elettronica a bande (o più semplicemente struttura a bande) di un solido descrive la gamma di energie che a un elettrone di un certo materiale è "consentito" o "proibito" possedere. La struttura a bande di un solido è conseguenza diretta del teorema di Bloch. La struttura elettronica di un solido e più in generale di un materiale, determina molte caratteristiche fisiche del sistema.

## Generalità
L'atomo è l'unità più piccola di materia sulla quale operano le reazioni chimiche, costituita da un nucleo e da una nuvola di elettroni. Un insieme di atomi forma la molecola di un elemento o di un composto, nella quale gli atomi sono disposti secondo una precisa geometria molecolare.
Viceversa, secondo il principio di indeterminazione di Heisenberg, non è dato sapere contemporaneamente la quantità di moto e la posizione di un elettrone nello spazio: l'orbitale è la "linea" nella quale in ogni istante di tempo è massima la probabilità di trovare una coppia di elettroni, formando una configurazione elettronica.
Senza modificare il proprio orbitale e livello energetico, ogni elettrone possiede un movimento oscillatorio ("vibra"), mentre ad altissima velocità ruota intorno al nucleo.
Può verificarsi un salto quantico: l'elettrone si allontana dal nucleo e muove ("salta") verso i livelli energetici più esterni ("minori"), fino a poter diventare un elettrone libero. Per fare questo, la differenza di energia fra un livello e quello più esterno (positiva), viene acquisita assorbendo fotoni.

## Bande e teorema di Bloch
Conseguenza diretta del teorema di Bloch è il fatto che i livelli energetici {\displaystyle \varepsilon _{nk}} in cui possono trovarsi gli elettroni in un solido sono caratterizzati da due numeri quantici principali: {\displaystyle n} e {\displaystyle k}. {\displaystyle n} è un indice discreto, un numero intero. {\displaystyle k} invece può assumere un valore qualsiasi all'interno della prima zona di Brillouin associata alla particolare struttura cristallina del solido preso in considerazione. Siccome la prima zona di Brillouin è un insieme connesso e {\displaystyle \varepsilon _{nk}} è una funzione continua di {\displaystyle k}, ne risulta che, a fissato {\displaystyle n}, gli elettroni possono trovarsi in un intervallo continuo di energie consentite, fra un valore massimo e un valore minimo raggiunti in dati {\displaystyle k} nella prima zona di Brillouin. Questo dà luogo a una banda di energie consentite. L'intervallo di energie fra il valore massimo e il valore minimo raggiunto in una banda si chiama ampiezza di banda (band width). Cambiando {\displaystyle n}, l'intervallo di energie consentite cambia e si passa ad un'altra banda. {\displaystyle n} è pertanto definito come il numero di banda.
Un solido ha in teoria un numero infinito di bande ({\displaystyle n=1,2,3,...}). La maggior parte però giace ad energie talmente elevate che un elettrone che si trovasse in quegli stati sarebbe praticamente libero di scappare dal solido. E dunque non si prendono in considerazione le bande al di sopra di un certo livello, detto livello di vuoto, situato ad una energia pari alla funzione lavoro dal livello dell'energia di Fermi.
Due bande consecutive possono essere degeneri (in tal caso esse si sovrappongono esattamente), in altro caso possono essere non degeneri ma avere i loro intervalli di energia parzialmente (o completamente) sovrapposti oppure possono avere intervalli di energia separati. In tal caso fra le due si crea un intervallo di energie dove non esistono livelli elettronici consentiti per un elettrone. Si parla in tal caso di banda proibita (band gap).

## Metalli, isolanti e semiconduttori

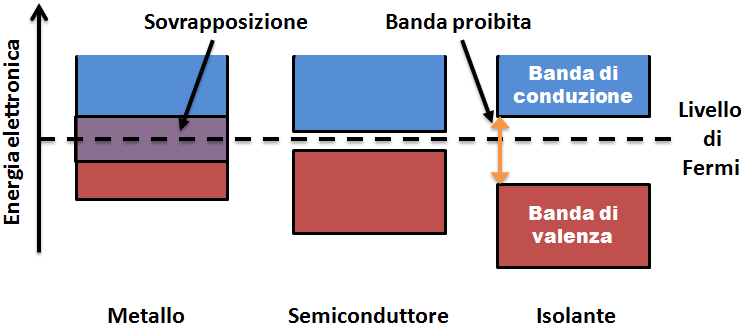
Schema semplificato della struttura elettronica a bande per metalli, semiconduttori e isolanti.

Gli elettroni in un solido allo stato fondamentale e a temperatura 0 kelvin, in obbedienza alla loro natura fermionica e al principio di Pauli che preclude ai fermioni il fatto di potersi trovare in due nello stesso stato, riempiono gli stati elettronici loro consentiti partendo dal livello energetico più basso via via su, fino a che tutti gli elettroni del solido hanno trovato un'accomodazione. Si distribuiscono cioè rispettando la distribuzione di Fermi-Dirac calcolata a temperatura 0 kelvin. Nei metalli, il livello energetico più alto occupato si definisce livello di Fermi.
A questo punto possono verificarsi diverse possibilità:
- Vi è una banda, o più di una fra le ultime riempite da elettroni, che è parzialmente riempita e restano degli stati vuoti. In tal caso si ha a che fare con un metallo, cioè un sistema in cui gli ultimi elettroni hanno la possibilità di spostarsi in livelli energetici molto vicini, infinitesimalmente più alti in energia, e dunque hanno la possibilità di una mobilità elevata che porta il sistema ad essere un buon conduttore di elettricità.

- L'ultima banda è stata riempita completamente in modo tale che il prossimo stato elettronico consentito si trovi sulla banda successiva e fra questa banda e la banda completamente riempita c'è una banda proibita (band gap) di energie. In tal caso il solido è un dielettrico.

- Si parla infine di semiconduttore nel caso di un isolante in cui la banda proibita è talmente piccola che a temperatura ambiente c'è una certa probabilità che gli elettroni si trovino a saltare la banda proibita per agitazione termica, e dunque il sistema si trovi in una situazione prossima a quella di un metallo, con valori di conducibilità elettrica non nulli.

## Banda di valenza, banda di conduzione e banda proibita
In un isolante e un semiconduttore, l'ultima banda riempita di elettroni si definisce banda di valenza.
La prima banda lasciata vuota si definisce invece banda di conduzione.
L'intervallo di energie fra la banda di valenza e quella di conduzione si definisce banda proibita (band gap).